# Mara Mourão
Mara Mourão é uma diretora e roteirista brasileira.
Antes de se dedicar ao cinema e à televisão, Mara dirigiu mais de 200 comerciais, muitos deles de marcas renomadas como Brastemp, Chocolate Bis, Fiat e Bradesco. 
Entre os curtas que dirigiu estão Impressions, rodado em Nova Iorque e Ameianoite, que ganhou o Special Merit Award no 11º Festival de Vídeo de Tóquio.
Seu primeiro trabalho de direção no cinema foi o longa-metragem Alô?!, de 1998, do qual também foi roteirista. Por esse filme recebeu o prêmio de melhor direção no Festival de São Vicente. O filme também recebeu o prêmio de melhor atriz, para Myriam Muniz, neste mesmo festival, e o de melhor direção de arte no Festival de Cuiabá.
Avassaladoras, de 2002, foi o seu segundo filme de longa-metragem.  O elenco foi composto por nomes famosos como Reinaldo Gianecchini, Giovanna Antonelli e Caco Ciokler. O filme alcançou a maior bilheteria do primeiro semestre de 2002. 
Em 2005, dirigiu e roteirizou o documentário Doutores da alegria, sobre um grupo de palhaços que se vestem de médicos e vão aos hospitais para levar um pouco de alegria aos jovens pacientes lá internados.
Em 2006, dirigiu a série de televisão Avassaladoras - A série, na TV Record e com estréia simultânea no canal Fox, e cujo argumento foi baseado em seu filme de 2002.
Em 2012, dirigiu um novo longa-metragem, um documentário sobre Empreendedores Sociais ao redor do mundo chamado "Quem se Importa". 
O filme "Quem se Importa" teve sua estreia comercial nos cinemas, em abril de 2012, em São Paulo e Rio de Janeiro.  